# Cristóbal Burgaris
Cristóbal Burgaris (Christophoros Burgaris) fue el sucesor, durante poco más de dos años, del famoso general bizantino Basilio Boioanes como catapán de Italia. 
El cronista Lupo Protospatario da la fecha de la salida de Italia de Basilio Boioanes en 1029, pero el moderno historiador Ferdinand Chalandon la corrige a 1027. Así la sincroniza con la muerte de Guaimario III de Salerno, aunque otros sucesos asociados con esta muerte se sabe que ocurrieron en 1028. Lupo, sin embargo, equivoca la elección de Bizantio como arzobispo de Bari (que ocurrió antes de 1025) en ese año de 1029 y, por consiguiente, se sabe que su cronología entera para ese periodo está errada, al menos en los manuscritos de Lupo que han llegado hasta nuestros días. 
Cristóbal Burgaris vio la reanudación de las incursiones árabes del Emirato de Sicilia en el territorio del Catapanato. En 1027, la fortaleza de Obbiano capituló y Bari tuvo que repeler un asalto. Burgaris resignó el cargo de catapán de Italia hacia 1029. Fue remplazado por el general bizantino Poto Argiro, bajo el cual los ataques sarracenos continuaron. 